# Musée de l'histoire du Shaanxi
Le musée de l'histoire du Shaanxi est situé au nord-ouest de la grande pagode de l'oie sauvage dans l'ancienne ville de Xi'an, dans la province chinoise du Shaanxi.
C'est l'un des premiers grands musées d'État en Chine. Il abrite plus de 300 000 éléments, entre autres des peintures murales, des poteries, des pièces de monnaie ainsi que des objets en bronze, en or et en argent. Il a été construit de 1983 à 2001 et son style rappelle celui de la dynastie Tang.

## Histoire

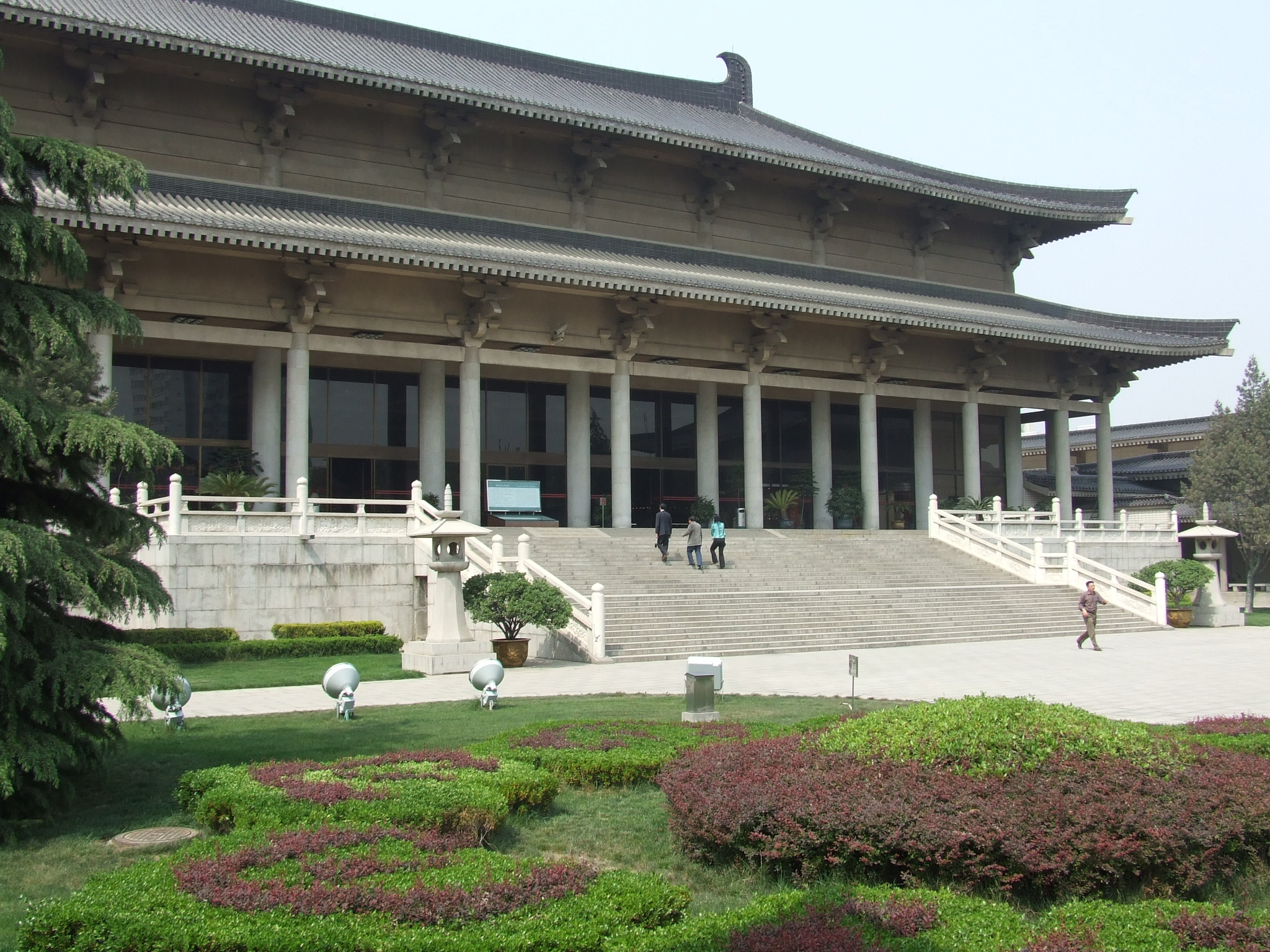
L'entrée du musée
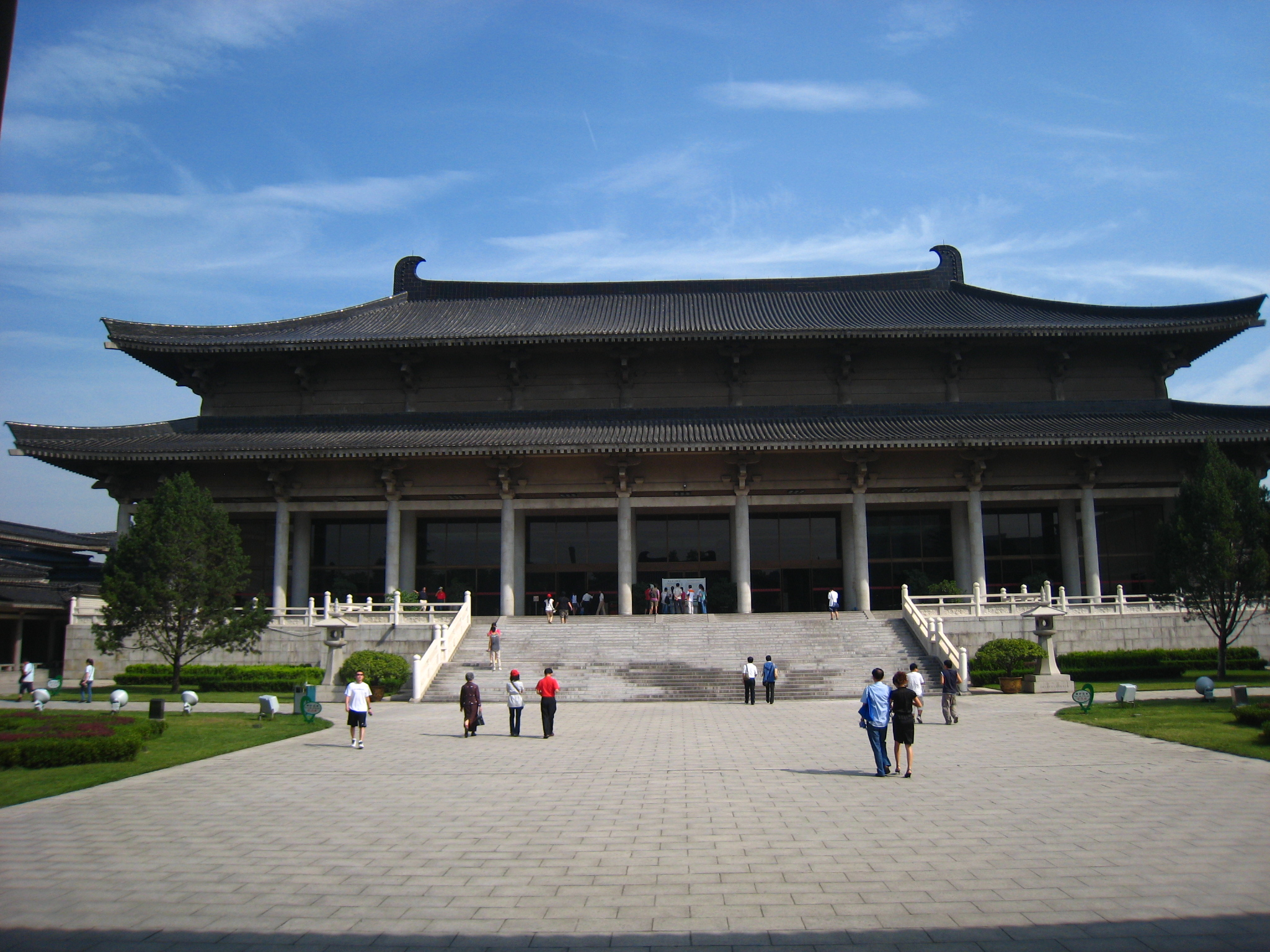
Entrée principale
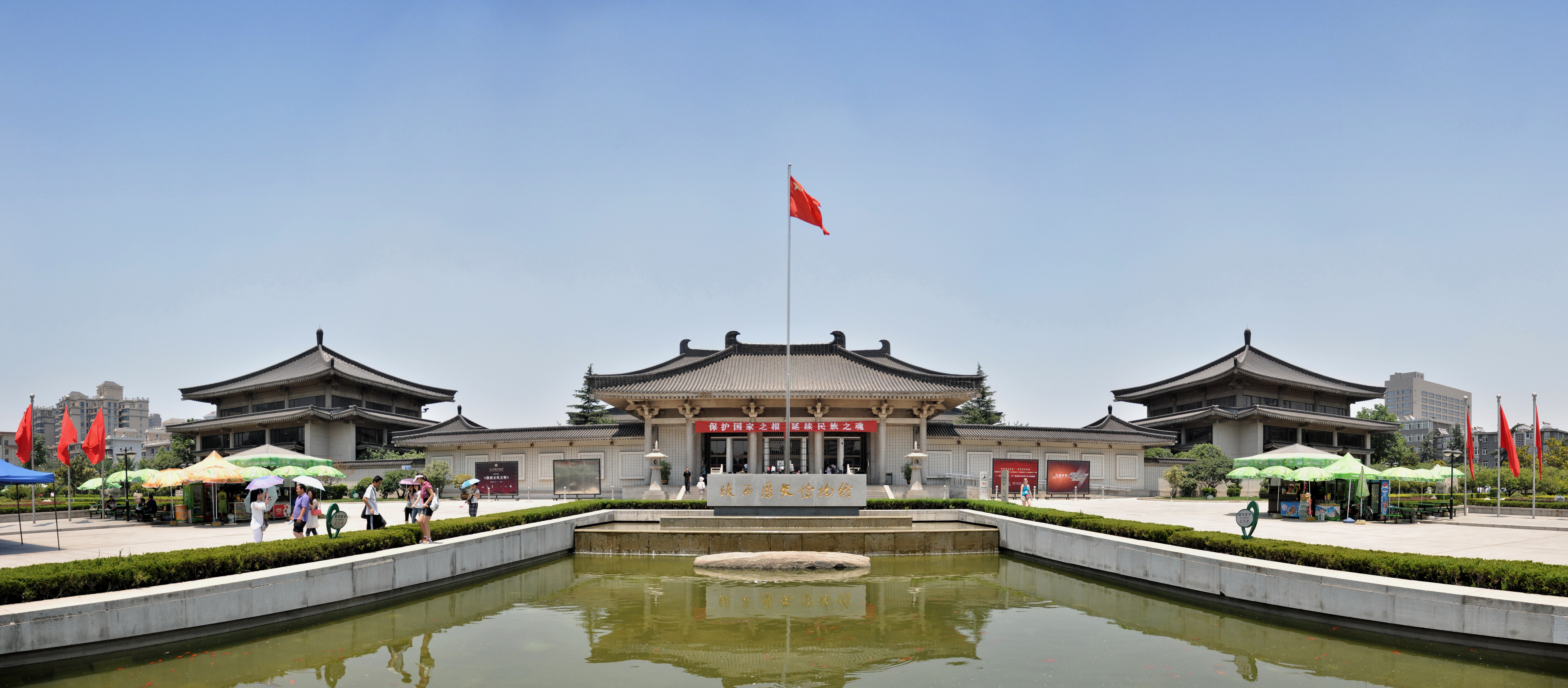
Vue de l'extérieur du musée
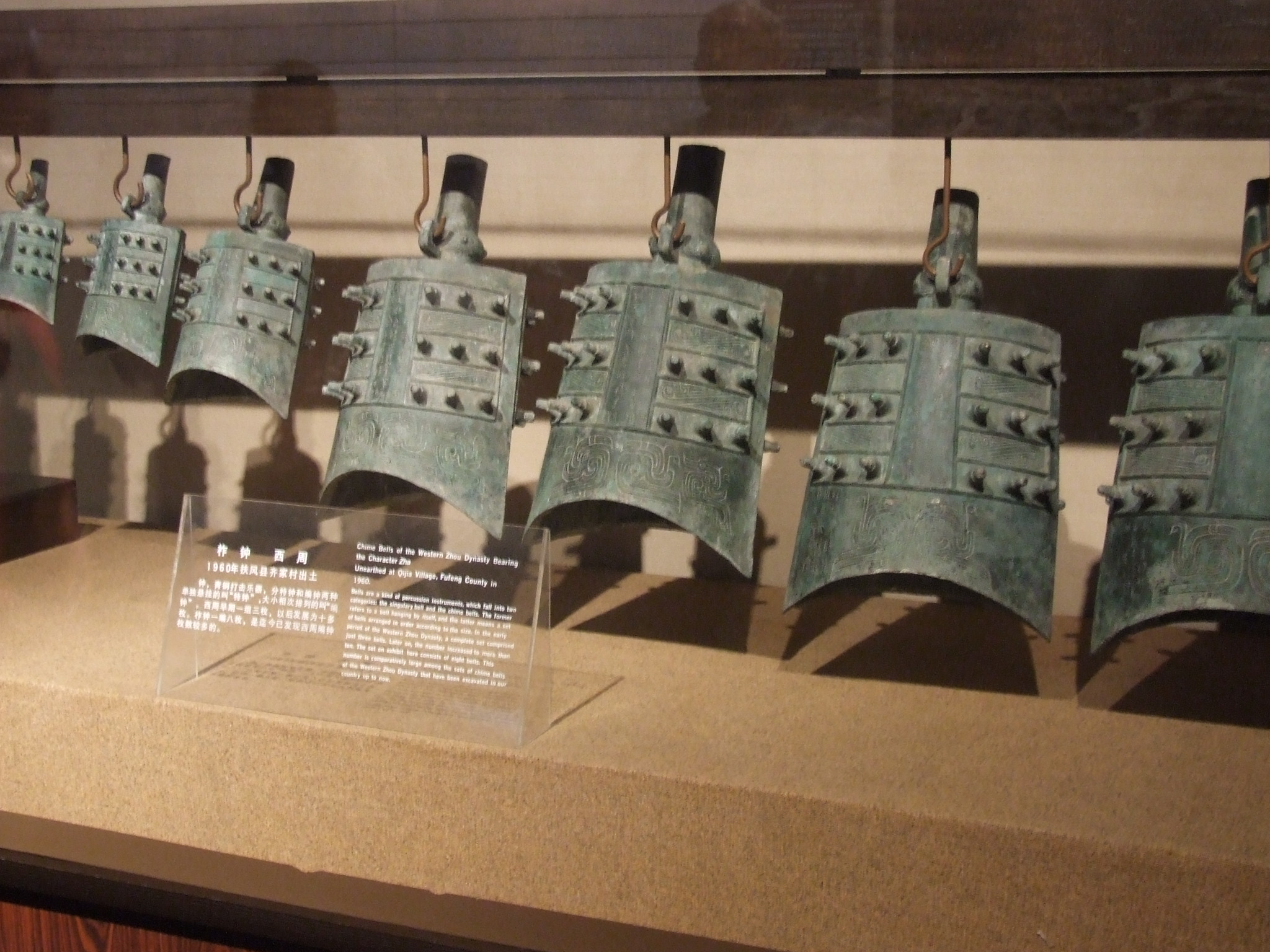
Cloches en bronze de la dynastie Zhou
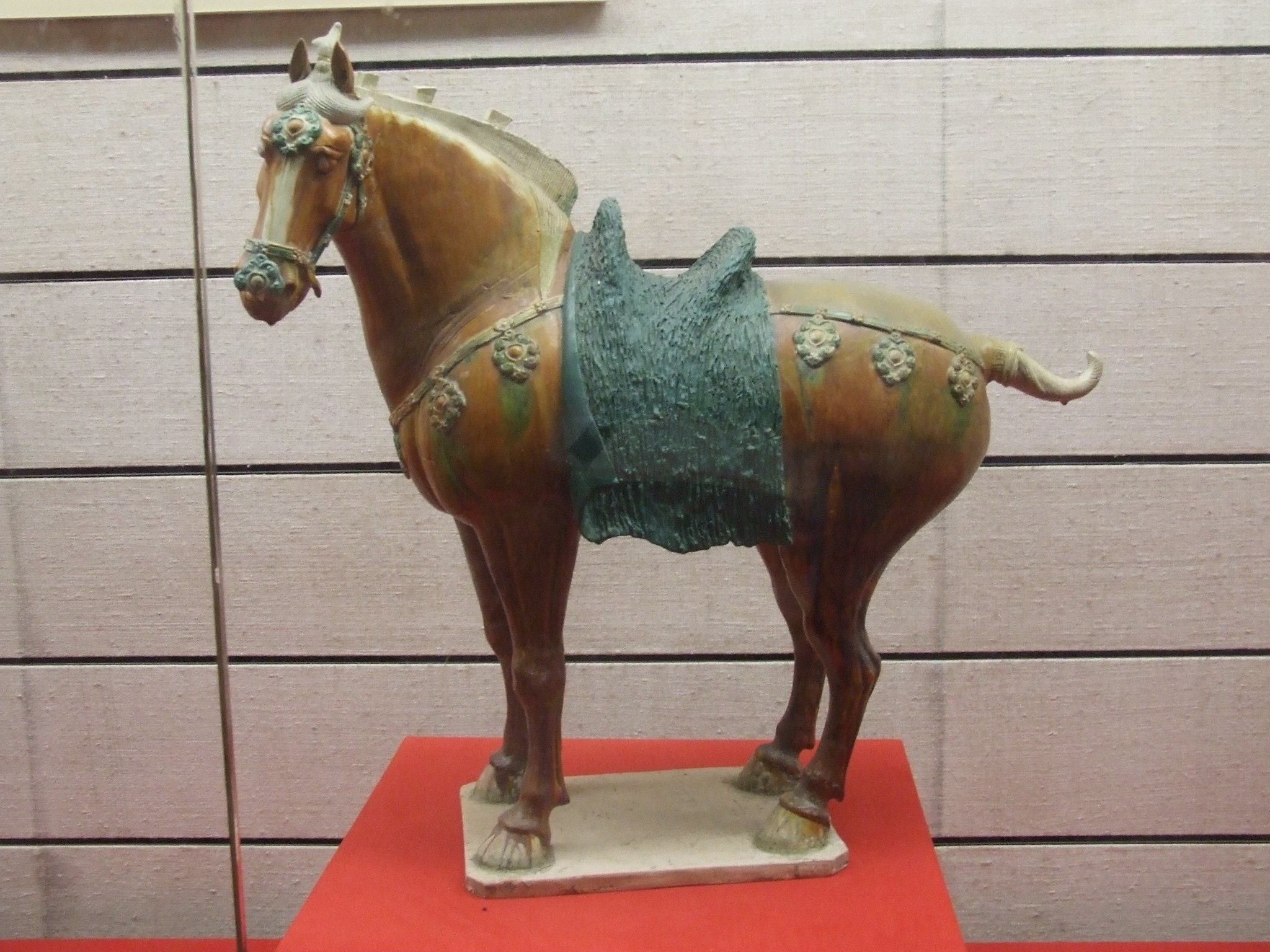
Cheval Sancai en céramique
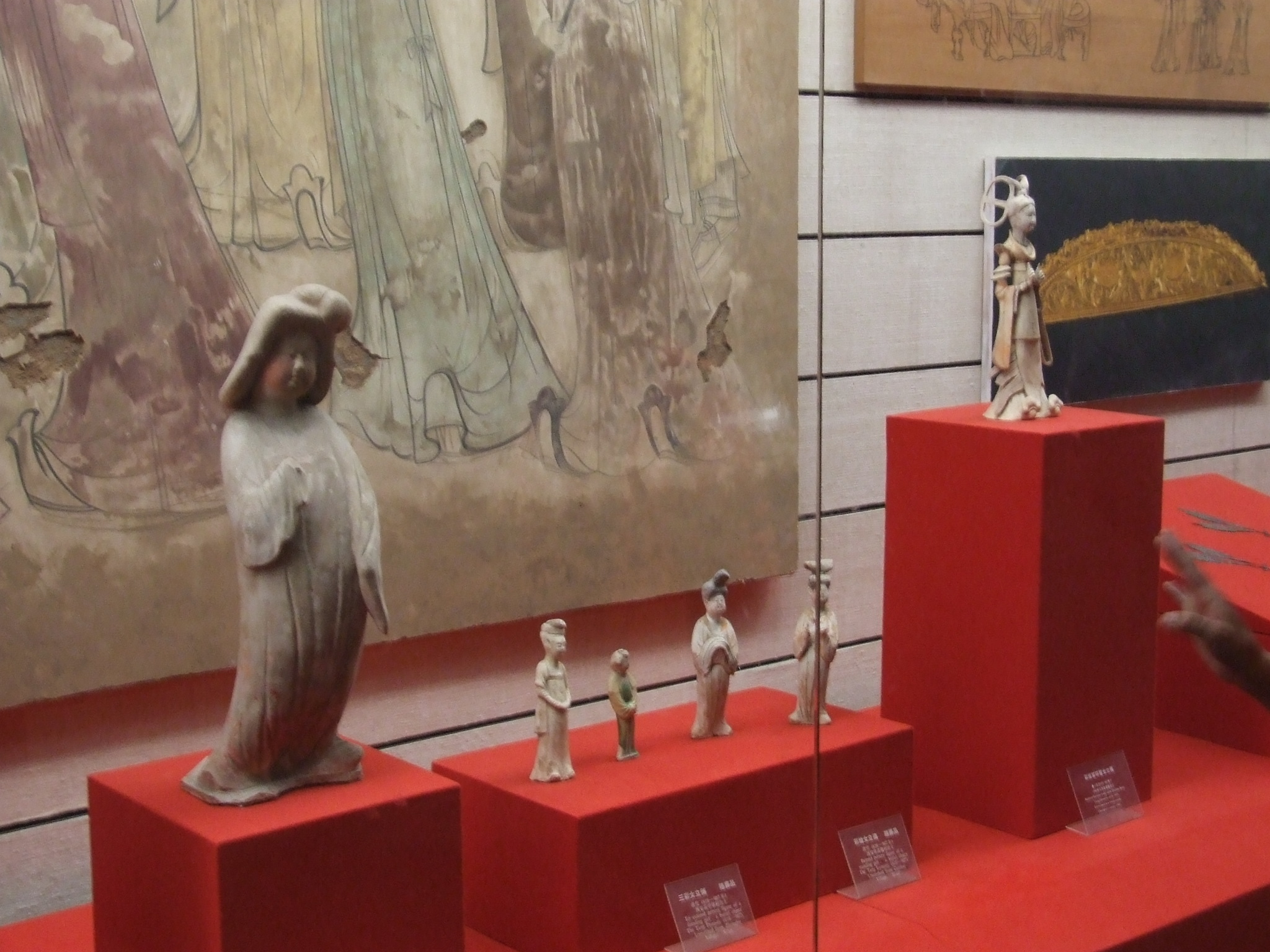
Sculptures de femmes en terre cuite

La construction du musée a commencé en 1983 et la première ouverture au public date du 20 juin 1991. Sa surface s'élève à 65 000 m2, dont 55 600 de bâtiments, 8 000 de stockage et 11 000 de salles d'exposition. Il dispose d'une salle centrale et de bâtiments à étages sur les côtés.

## Collections
Ce musée contient environ 37 000 reliques issues de toute la province du Shaanxi. Les collections, composées d'objets datant de la préhistoire à 1840, comprennent :
- Des fossiles de l'Homme de Lantian,
- Un archer à genou de 120 cm de haut, déterré dans le mausolée de l'empereur Qin,
- Le sceau d'une impératrice de la dynastie Han occidentale, déterrée près de la tombe de l'empereur Han Gaozu, le premier empereur de la dynastie Han.

## Localisation
Le musée se situe au 91 route Xiaozhai (E.), Xi'an, Shaanxi, Chine.

## Crédit d'auteurs
- (en) Cet article est partiellement ou en totalité issu de l’article de Wikipédia en anglais intitulé « Shaanxi History Museum » (voir la liste des auteurs).